# El jardí dels Finzi Contini
|  | Aquest article tracta sobre la pel·lícula. Si cerqueu la novel·la, vegeu «El jardí dels Finzi-Contini». |

El jardí dels Finzi Contini (títol original en italià: Il giardino dei Finzi Contini) és una pel·lícula italiana de Vittorio de Sica, basada en la novel·la homònima de Giorgio Bassani, i estrenada el 1970.
Ha estat doblada al català.

## Argument
La pel·lícula segueix de prop la trama del llibre de Bassani, contant les relacions entre gent jove de la comunitat jueva a la ciutat de Ferrara, en plena ascensió de Mussolini i del feixisme italià en els anys 1930. Els Finzi Contini són una de les famílies més influents de la ciutat. Rics, aristocràtics, urbans… i també jueus. Els seus fills, ja adults, Micol i Alberto, busquen un cercle d'amistats per jugar al tennis i celebrar festes, oblidant-se de la resta del món. En aquest cercle entra Giorgio, un jueu de classe mitjana que s'enamora de Micol. Ells ja es coneixien quan de petits anaven a la sinagoga i es miraven de reüll, també quan els germans anaven cada any a examinar-se (només) a l'Institut i quan una vegada ella volia que el noiet Giorgio escalés la paret del seu jardí. De grans, ella el tracta com un amic-germà tot i que en prou feines es deixa besar per Giorgio que està boig per ella. A la novel·la de Bassani, Giorgio sospita que ella es veu de nit, al vestuari de la pista de tennis, amb un altre noi de la colla (Fabio Testi) més gran i més experimentat, però a la pel·lícula de De Sica, es fa evident. Al mig d'aquests problemes sentimentals apareixeran importants esdeveniments polítics: el règim feixista multiplica les mesures vexatòries contra els jueus italians, la pressió creix. Però la família Finzi-Contini, pilar de l'aristocràcia de Ferrara des de generacions, es nega a creure en la imminència de l'amenaça, tot i que, fora dels murs, el pitjor es prepara.

## Premis i nominacions
Premis
- Oscar a la millor pel·lícula de parla no anglesa 1971.
- Os d'Or a la millor pel·lícula en el Festival Internacional de Cinema de Berlín 1971